# Dakota North
Dakota Max North (ur. 4 sierpnia 1991 w Shepparton) – australijski żużlowiec.

## Życiorys
Złoty medalista indywidualnych mistrzostw Australii do 16 lat (2007). Czterokrotny finalista młodzieżowych indywidualnych mistrzostw Australii (najlepszy wynik: 2012 – V miejsce). Srebrny medalista drużynowych mistrzostw świata juniorów (Gniezno 2012). Finalista indywidualnych mistrzostw świata juniorów (2012 – XIV miejsce). Srebrny medalista indywidualnych mistrzostw Australii (2013). 
W lidze brytyjskiej reprezentant klubów: Newcastle Diamonds (2010), Peterborough Panthers (2010–2011, 2013), Somerset Rebels (2011), King’s Lynn Stars (2012), Ipswich Witches (2012) i Glasgow Tigers (2013). W lidze polskiej reprezentant klubu ROW Rybnik (2014).